# Ljudet av ditt hjärta (roman)
Ljudet av ditt hjärta (Eclipse) är en ungdomsroman av Stephenie Meyer, från 2007. Det är den tredje boken i "Twilight"-serien.

## Handling
Edward och Bella har förenats igen och är mer oskiljaktiga än tidigare. De går nu sista terminen på high school och Bella väntar på examensdagen med både förväntan och skräck, då hon blivit lovad att hennes förvandling till vampyr kan ske efter denna dag. Samtidigt härjar en våldsam seriemördare i Seattle och vampyren Victoria fortsätter sin jakt efter Bella. En dag känner Edward en okänd doft i Bellas hus och allt pekar på att en okänd vampyr har varit i hennes rum. Vem kan det ha varit? Någon som låtit Bellas pappa Charlie leva...
Familjen Cullen tror att det är en flock med nyfödda vampyrer som mördar alla människor i Seattle. Har de någonting med Bella att göra? Samma dag som Bella tar examen kommer hon på det! Samtidigt måste Bella välja mellan Jacobs vänskap och Edward - hennes livs kärlek. Ett ovanligt samarbete mellan familjen Cullens och traktens varulvar inleds och en hård kamp om överlevnad mot Victoria och hennes nyfödda vampyrer utspelar sig.

## Omslaget
På omslaget är ett nästan avslitet rött band. Bandet står för valet som Bella måste göra. Hon måste välja mellan sin kärlek till vampyren Edward Cullen eller sin vänskap med varulven Jacob Black. Stephenie Meyer har även sagt att bandet står för att Bella inte helt och hållet kan slita sig loss från sitt mänskliga liv.